# Winddruck
Der Winddruck, auch die Windkraft, ist im Bauwesen ein rechnerischer Druck, der bei der Berechnung von Windlasten auf einen Gegenstand z. B. ein Gebäude verwendet wird. Er ergibt sich aus dem Staudruck multipliziert mit aerodynamischen Druckbeiwerten. Die Kraft auf den Gegenstand erhält man aus dem Winddruck multipliziert mit der Bezugsfläche. In der Seefahrt wird der Winddruck verwendet, um die vom Wind auf eine Fläche (insbesondere ein Segel) ausgeübte Kraft zu bestimmen. Der Winddruck steigt mit dem Quadrat der Windgeschwindigkeit.
Es handelt sich hierbei um dynamischen Druck, im Gegensatz zum Luftdruck, bei dem es sich um statischen Druck handelt.

## Definition
Für den Winddruck {\displaystyle W_{\mathrm {D} }} und die Windlast {\displaystyle w}  gilt:
{\displaystyle W_{\mathrm {D} }=c_{\mathrm {p} }\,{\frac {\rho }{2}}\,v^{2}}     (in N/m2)
und 
{\displaystyle w=A\,W_{\mathrm {D} }}    (in N)
oder
{\displaystyle p_{\mathrm {Stau} }={\frac {\rho }{2}}v^{2}}     und     {\displaystyle w=c_{\mathrm {p} }\,A\,p_{\mathrm {Stau} }}
mit
{\displaystyle \!\ A} = Bezugsfläche in m2
{\displaystyle \!\ c_{\mathrm {p} }} = Druckbeiwert (dimensionslos)
{\displaystyle \!\ v} = Windgeschwindigkeit in m/s
{\displaystyle \!\ \rho } = Dichte der Luft in kg/m3
Die Dichte der Luft bei mittlerem Druck auf Meereshöhe von 1013,25 hPa (mbar) = 760 Torr (mmHg) ist 1,293 kg/m3 bei 0 °C und 1,204 kg/m3 bei 20 °C.

## Beispieltabelle
Kraft bzw. Druck auf eine senkrecht angeströmte Fläche von 1 m2 mit cp = 1 bei verschiedenen Windstärkenwerten. Innerhalb jeder Stufe der Beaufortskala sind jeweils die oberen Windgeschwindigkeitswerte angegeben.
| Windstärke in Beaufort | Windgeschwindigkeit | Windgeschwindigkeit | Winddruck in N/m2 |
| Windstärke in Beaufort | m/s                 | km/h                | Winddruck in N/m2 |
| ---------------------- | ------------------- | ------------------- | ----------------- |
| 0                      | 0,2                 | 0,7                 | 0,03              |
| bis 1                  | 1,5                 | 5,4                 | 1,4               |
| bis 2                  | 3,3                 | 11,9                | 6,6               |
| bis 3                  | 5,4                 | 19,4                | 17,6              |
| bis 4                  | 7,9                 | 28,4                | 37,6              |
| bis 5                  | 10,7                | 38,5                | 68,9              |
| bis 6                  | 13,8                | 49,7                | 114,6             |
| bis 7                  | 17,1                | 61,6                | 176               |
| bis 8                  | 20,7                | 74,5                | 258               |
| bis 9                  | 24,7                | 88,9                | 367               |